# 중국 질병예방통제센터

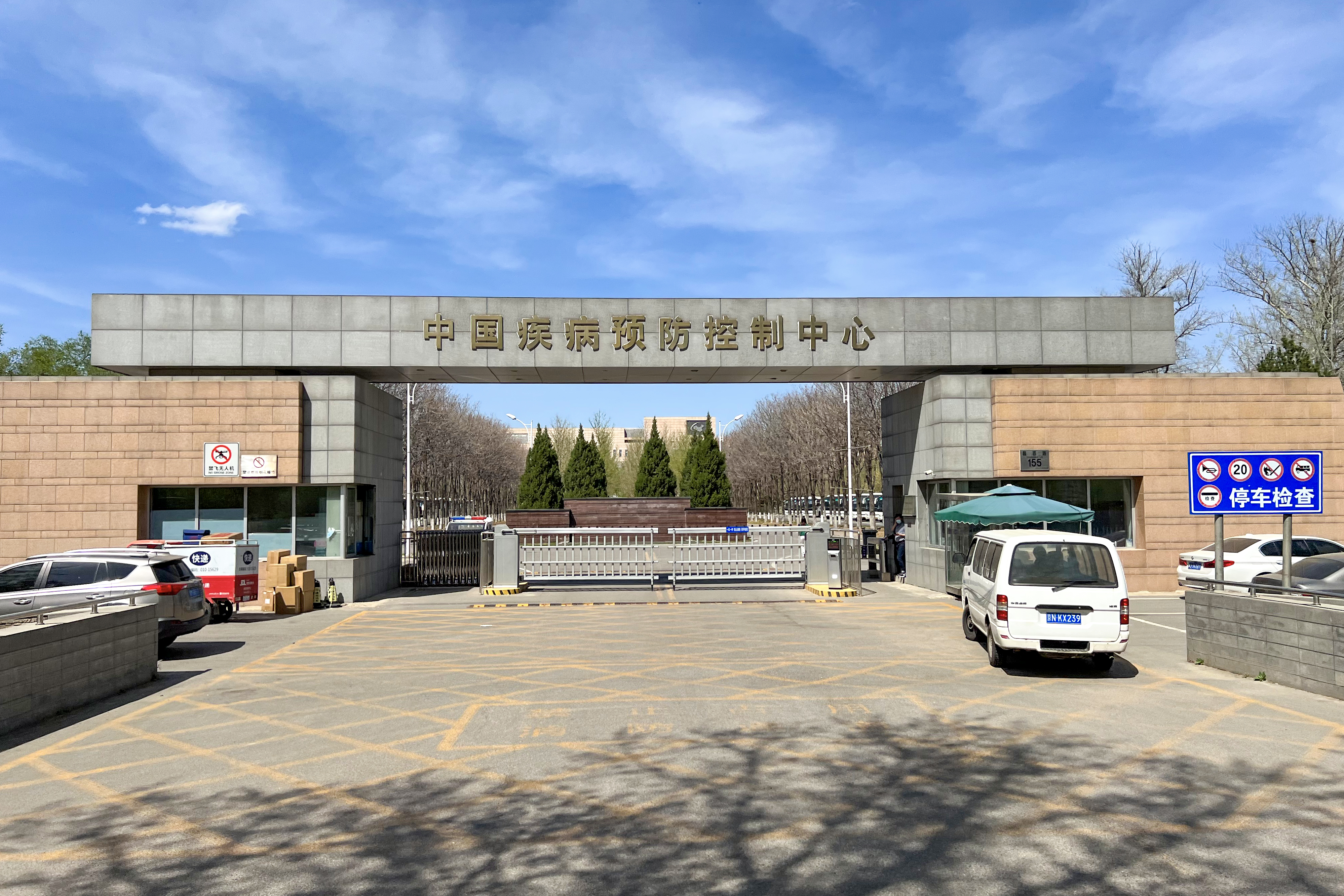

중국 질병예방통제센터(중국어 간체자: 中国疾病预防控制中心, 정체자: 中國疾病預防控制中心, CCDC, Chinese Center for Disease Control and Prevention)는 중화인민공화국 베이징시에 있는 국립 감염증 센터이다. 2002년에 설립되었으며, 국가위생건강위원회 산하 기관이다.
중증급성호흡기증후군 (사스) 발발 15주년을 기념하여 중국이 공중보건 시스템에 투자를 우선시했다.

## 설립이념
- 과학 연구를 바탕으로 하고, 인재를 근본으로 하며, 질병을 중심으로 한다.
- 일류 질병 통제는 일류 과학 연구에 의존하고, 일류 과학 연구는 일류 질병 통제를 추진한다.

## 업적
2002년 설립 이래 총 1,000여 건의 과학 연구 프로젝트가 승인되었으며 총 과학 연구 자금은 2858억위안이다. 주요 전염병 예방 및 통제, 재난 구호 및 질병 예방 및 기타 주요 응급 상황뿐만 아니라 올림픽 게임, 세계 박람회 및 기타 주요 건강 보호에 대해서도 지원을 제공했다. 지난 10년 동안 센터는 4개의 국가 과학기술상과 164개의 지방 및 장관상을 포함하여 총 168개의 상을 수상했다.

## 직속기관
- 감염병 예방 통제소[3]
- 바이러스 예방 통제소[4]
- 기생충 예방 통제소[5]
- 에이즈 예방 통제소[6]
- 만성비전염성질환 예방 통제소[7]
- 영양 및 건강 연구소[8]
- 환경 및 건강 관련 제품 안전소[9]
- 산업 보건 및 독극물 통제 연구소[10]
- 방사선 방호 및 원자력 안전 의학 연구소[11]
- 농촌 수질 개선 기술지도 센터
- 여성 및 아동 보건센터[12]

## 같이 보기
- 미국 질병통제예방센터
- 대한민국 질병관리청
- 세계보건기구
- 우한 바이러스 연구소